# سیارک ۲۱۴۸۳
سیارک ۲۱۴۸۳ (به انگلیسی: 21483 Abdulrasool، نامگذاری:1998HJ134) بیست و یک هزار و چهارصد و هشتاد و سومین سیارک کشف شده‌است که در ۱۹ آوریل ۱۹۹۸ کشف شد.
قدر مطلق سیارک برابر ۱۰.۷ است.